# 한국의 지명
한국의 지명은 대한민국과 조선민주주의인민공화국을 포함하여 한국의 역사 내에서 한민족이 붙여 거주한 땅이름을 말한다. 한국의 지명은 역사상 많은 변화를 겪었는데, 첫 번째 변혁은 신라 35대 왕인 경덕왕이 고유 지명을 중국식 2글자 지명으로 바꾼 것이고,  두 번째 변혁은 일제강점기 때 전국의 지명을 조사,정리하는 과정에서 일본식 명명과 더불어 고유어 이름이 살아있던 지방의 작은 행정단위까지 한자어로 바뀐 것이다. 현재 주요 대도시 가운데는 서울만이 유일한 고유어 명칭으로 남아 있다. 한자지명은 원래 고유지명을 한자의 음만 빌려 표기하던 것이 후대에 가서 한자의 의미를 부회하여 잘못 해석되거나, 좋은 뜻을 가진 글자로 바꾸면서 원 지명의 뜻을 알 수 없게 되어 확실한 어원을 알기 어렵게 된 것이 많다.

## 지명 요소
어느 지명에나 두루 쓰이는 지명 요소가 있다. 자연지형,지물을 나타내는 것, 방위를 나타내는 것, 땅의 특징을 나타내는 것등이다.
| 지명 요소 | 고유어   | 고유어를 표음한 한자 | 한자어        |
| --------- | -------- | -------------------- | ------------- |
|           |          |                      |               |
| 강        | 가람     |                      | 江(강)        |
| 천        | 내       |                      | 川(천)        |
| 산        | 뫼       |                      | 山(산)        |
| 벌        | 벌       | 伐,火                | 原(원)        |
| 고개,재   | 고개,재  |                      | 峙(치),嶺(령) |
| 성        | 잣(옛말) |                      | 城(성)        |
| 밭        | 밭       |                      | 田(전)        |
| 나루      | 나루     |                      | 津(진)        |
| 섬        | 섬       |                      | 島(도)        |
| 바위      | 바위     |                      | 岩,巖(암)     |
| 개        | 개       | 介                   | 浦(포)        |
| 여울      | 여울     |                      | 灘(탄)        |
| 만        | 물굽이   |                      | 灣(만)        |
| 곶        | 곶       | 串                   | 반도(半島)    |
| 골,실     | 골,실    |                      | 谷(곡)        |
| 언덕      | 언덕     |                      | 丘(구)        |
| 길        | 길       |                      | 路(로),道(도) |
| 거리      | 거리     |                      | 街(가)        |
| 다리      | 다리     |                      | 橋(교)        |
| 더기      | 더기     |                      |               |

## 삼한시대 지명
삼국지 위지동이전에 한자의 음을 빌려 기재된 삼한의 지명은 오늘날의 감각으로는 그 뜻을 알 수 없는 것들이 많다.
이들 지명은 외국인(중국인)에 의해 기록되었기 때문에 당시 중국 한자음에 대한 정밀한 연구가 필요하다.
- 감해국(感奚國) 감해비리국(監奚卑離國) 건마국(乾馬國)
- 고랍국(古臘國) 고리국(古離國) 고비리국(古卑離國)
- 고원국(古爰國) 고탄자국(古誕者國) 고포국(古蒲國)
- 구로국(狗盧國) 구사오단국(臼斯烏旦國) 구소국(狗素國)
- 구해국(狗奚國) 내비리국(內卑離國) 노람국(怒藍國)
- 대석삭국(大石索國) 막로국(莫盧國) 만로국(萬盧國)
- 모로비리국(牟盧卑離國) 모수국(牟水國) 목지국(目支國)
- 백제국(伯濟國) 벽비리국(辟卑離國) 불미국(不彌國)
- 불사분사국(不斯濆邪國) 불운국(不雲國) 비리국(卑離國)
- 비미국(卑彌國) 사로국(駟盧國) 상외국(桑外國)
- 소석삭국(小石索國) 소위건국(素謂乾國) 속로불사국(速盧不斯國)
- 신분활국(臣濆活國) 신소도국(臣蘇塗國) 신운신국(臣雲新國)
- 신흔국(臣釁國) 아림국(兒林國) 여래비리국(如來卑離國)
- 염로국(冉路國) 우휴모탁국(優休牟涿國) 원양국(爰襄國)
- 원지국(爰池國) 일난국(一難國) 일리국(一離國)
- 일화국(日華國) 임소반국(臨素半國) 자리모로국(咨離牟盧國)
- 지반국(支半國) 지침국(支侵國) 첩로국(捷盧國)
- 초리국(楚離國) 초산도비리국(楚山塗卑離國) 치리국국(致利鞠國)

- 미리미동국(彌離彌凍國) 고자미동국(古資彌凍國) 고순시국(古淳是國)
- 반로국(半路國) 악노국(樂奴國) 군미국(軍彌國)
- 미오야마국(彌烏邪馬國) 감로국(甘路國) 구야국(狗邪國)
- 주조마국(走漕馬國) 안야국(安邪國) 독로국(瀆盧國)

- 사로국(斯盧國) 기저국(己柢國) 불사국(不斯國)
- 근기국(勤耆國) 난미리미동국(難彌理彌凍國) 염해국(冉奚國)
- 군미국(軍彌國) 여담국(如湛國) 호로국(戶路國)
- 주선국(州鮮國) 마연국(馬延國) 우유국(優由國)

삼한계 지명에 나타나는 뒤덧말 -卑離는 후대에 등장하는 백제지명의 夫里나 신라지명의 伐,火(새김)등과 같은 뿌리의 단어로 추정된다.

## 경덕왕 개칭
1145년 고려 인종 때 김부식이 편찬한 삼국사기는 고대 지명에 대해 현재까지 남아 있는 가장 오랜 기록이면서 유일한 기록이기도 하다. 34,35,36권이 각각 신라,고구려,백제의 지명을 다루고 있으며, 37권은 고구려,백제 지명에 대해 덧붙인 것들을 다루고 있다. 신라 경덕왕은 757년에 그 전까지 고유어 땅이름을 한자의 음과 새김을 빌려 적던 것을 음절로는 2음절, 그리고 한자뜻에 관계없이 소리만 빌려 적던 것을 한자 뜻에 따른 지명으로 바꾸었다. 이것은 한반도 지명 가운데 도성단위의 큰 행정구역명이 한화(漢化)되는 계기가 되었으며, 이후부터는 점차 아랫단위의 행정단위로 한자어 지명이 침투하였다. 지리지에 원 지명과 한화지명을 나란히 적음으로서, 원래 땅이름의 음과 뜻을 추정하고 복원할 수 있는 여지는 남겨두었으나, 고유어 지명이 크게 힘을 잃은 첫 번째 변화이다.

## 참고 문헌
- 김은정(2002),고대초기 국가국명의 특성
- 송하진(1983),삼국사기 지리지의 지명어 연구 -음운및 차자표기상의 특색구명